# Bazoches-sur-Guyonne
Bazoches-sur-Guyonne és un municipi francès, situat al departament d'Yvelines i a la regió de Illa de França. L'any 2007 tenia 590 habitants.
Forma part del cantó d'Aubergenville, del districte de Rambouillet i de la Comunitat de comunes Cœur d'Yvelines.

## Demografia

### Població
El 2007 la població de fet de Bazoches-sur-Guyonne era de 590 persones. Hi havia 208 famílies, de les quals 36 eren unipersonals (20 homes vivint sols i 16 dones vivint soles), 68 parelles sense fills, 88 parelles amb fills i 16 famílies monoparentals amb fills.
La població ha evolucionat segons el següent gràfic:
Habitants censats

### Habitatges
El 2007 hi havia 284 habitatges, 208 eren l'habitatge principal de la família, 58 eren segones residències i 18 estaven desocupats. 279 eren cases i 4 eren apartaments. Dels 208 habitatges principals, 174 estaven ocupats pels seus propietaris, 21 estaven llogats i ocupats pels llogaters i 13 estaven cedits a títol gratuït; 4 tenien una cambra, 13 en tenien dues, 19 en tenien tres, 24 en tenien quatre i 148 en tenien cinc o més. 179 habitatges disposaven pel capbaix d'una plaça de pàrquing. A 61 habitatges hi havia un automòbil i a 146 n'hi havia dos o més.

### Piràmide de població
La piràmide de població per edats i sexe el 2009 era:
| Homes | Edats   | Dones |
| ----- | ------- | ----- |
| 0     | 95 o +  | 0     |
| 0     | 90 a 94 | 0     |
| 4     | 85 a 89 | 0     |
| 0     | 80 a 84 | 8     |
| 0     | 75 a 79 | 4     |
| 16    | 70 a 74 | 8     |
| 16    | 65 a 69 | 12    |
| 4     | 60 a 64 | 12    |
| 8     | 55 a 59 | 12    |
| 32    | 50 a 54 | 28    |
| 16    | 45 a 49 | 24    |
| 20    | 40 a 44 | 32    |
| 12    | 35 a 39 | 20    |
| 8     | 30 a 34 | 4     |
| 12    | 25 a 29 | 4     |
| 17    | 20 a 24 | 4     |
| 28    | 15 a 19 | 28    |
| 8     | 10 a 14 | 24    |
| 12    | 5 a 9   | 24    |
| 8     | 0 a 4   | 12    |

## Economia
El 2007 la població en edat de treballar era de 390 persones, 265 eren actives i 125 eren inactives. De les 265 persones actives 253 estaven ocupades (132 homes i 121 dones) i 12 estaven aturades (6 homes i 6 dones). De les 125 persones inactives 39 estaven jubilades, 57 estaven estudiant i 29 estaven classificades com a «altres inactius».

### Ingressos
El 2009 a Bazoches-sur-Guyonne hi havia 205 unitats fiscals que integraven 604,5 persones, la mediana anual d'ingressos fiscals per persona era de 32.828 €.

### Activitats econòmiques
Dels 34 establiments que hi havia el 2007, 5 eren d'empreses de construcció, 7 d'empreses de comerç i reparació d'automòbils, 1 d'una empresa de transport, 4 d'empreses d'informació i comunicació, 1 d'una empresa financera, 1 d'una empresa immobiliària, 14 d'empreses de serveis i 1 d'una empresa classificada com a «altres activitats de serveis».
Dels 6 establiments de servei als particulars que hi havia el 2009, 1 era un taller de reparació d'automòbils i de material agrícola, 2 paletes, 1 lampisteria, 1 electricista i 1 agència immobiliària.
L'únic establiment comercial que hi havia el 2009 era una botiga de material esportiu.
L'any 2000 a Bazoches-sur-Guyonne hi havia 5 explotacions agrícoles.

## Equipaments sanitaris i escolars
El 2009 hi havia una escola elemental.

## Poblacions més properes
El següent diagrama mostra les poblacions més properes.